# 科兹
科兹（法語：Cozes，法語發音：[kɔz]），法国西南部城市，新阿基坦大区滨海夏朗德省的一个市镇，隶属于桑特区，其市镇面积为16.56平方公里，2022年1月1日时人口数量为2,223人，在法国城市中排名第5,047位。
科兹位于滨海夏朗德省西南部，是一个区域性的中心城市，多条公路在此交汇。

## 地名来源
“科兹”一名来源于高卢语单词cottos，意为“旧的”。

## 历史

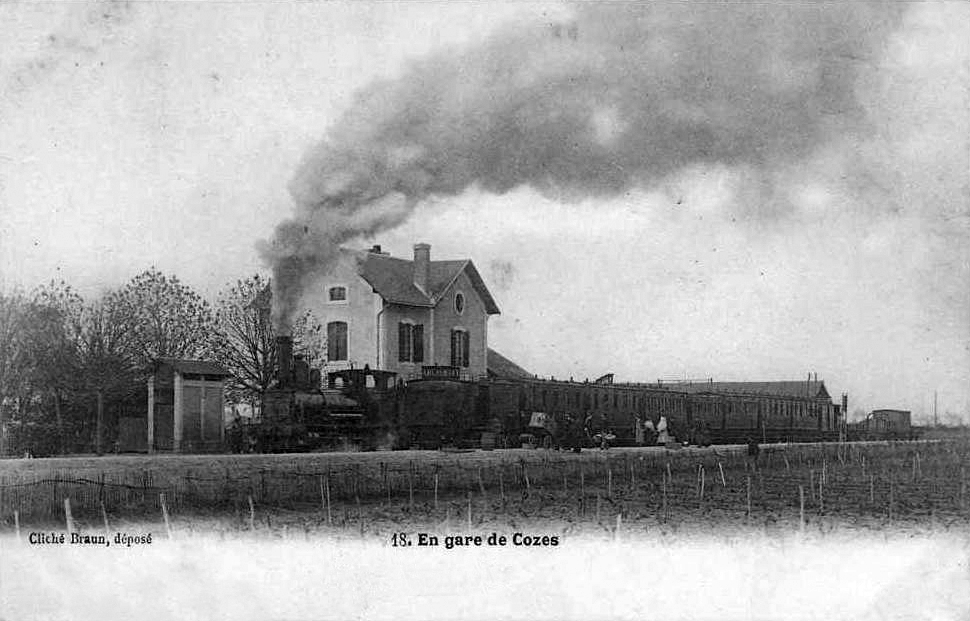
1900年的科兹火车站

科兹附近区域有新石器时期的文物及活动遗迹。最初于高卢-罗马时期形成聚落，中世纪时长期为桑通日的一处普通村落，当地的圣母教堂于12世纪建成，圣雅各之路的一条分支由此通过。16世纪时，科兹成为了一个区域性的农产品商贸中心，当地出现了集市大堂，人口数量亦有增加。法国大革命后，科兹成为滨海夏朗德省的一个市镇。1814年，英格兰反法军团曾将科兹作为一个据点。工业革命期间，途径此地的蓬镇－索容铁路建成运行。第二次世界大战期间，科兹被纳粹德军占领。二战后，当地逐渐发展成为一座休闲疗养城市，常住居民数量有所增加。

## 地理

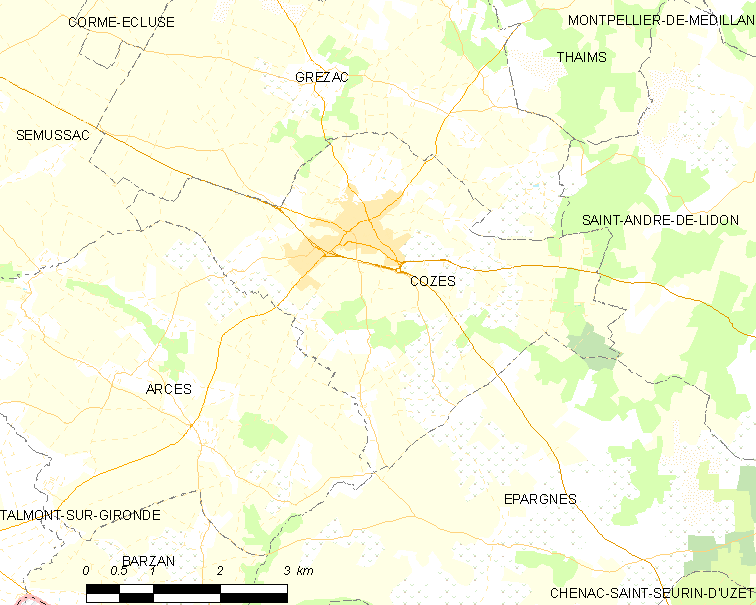
科兹市镇范围地图

科兹位于法国西部偏南，新阿基坦大区西部偏北和滨海夏朗德省西南部，距离省会拉罗谢尔大约81公里。与科兹接壤的市镇包括：阿尔斯、埃帕尔涅、格雷扎克、圣安德烈德利东、塞米萨克。

### 地形
科兹位于桑通日滨海平原腹地，境内以平原为主，市镇中心地势较为平坦，东部略有起伏，全境海拔在10到59米之间。

### 水文
科兹位于瑟德尔河流域，多条溪流由此发源向北注入瑟德尔河干流。

### 植被
科兹属于温带阔叶混交林区，林地零星分布于市区周边。
在鲜花城市的评比中，科兹暂未被评级。

### 气候
科兹在柯本气候分类法中属于温带海洋性气候。

## 行政区划
科兹是法国新阿基坦大区滨海夏朗德省的一个市镇，编号为17131。科兹隶属于桑特区、滨海夏朗德省第四选区以及桑通日海湾县，同时也是鲁瓦扬大西洋城市圈公共社区的组成部分。
法国国家统计与经济研究所（简称）在进行数据统计时，未将科兹划入任何城市核心区及城市区（）内。自2020年起，科兹被划入包含26个市镇的鲁瓦扬城市辐射区内。此外，还将科兹市镇整体看作一个“块区”（IRIS），以便于统计人口分布情况。

## 交通

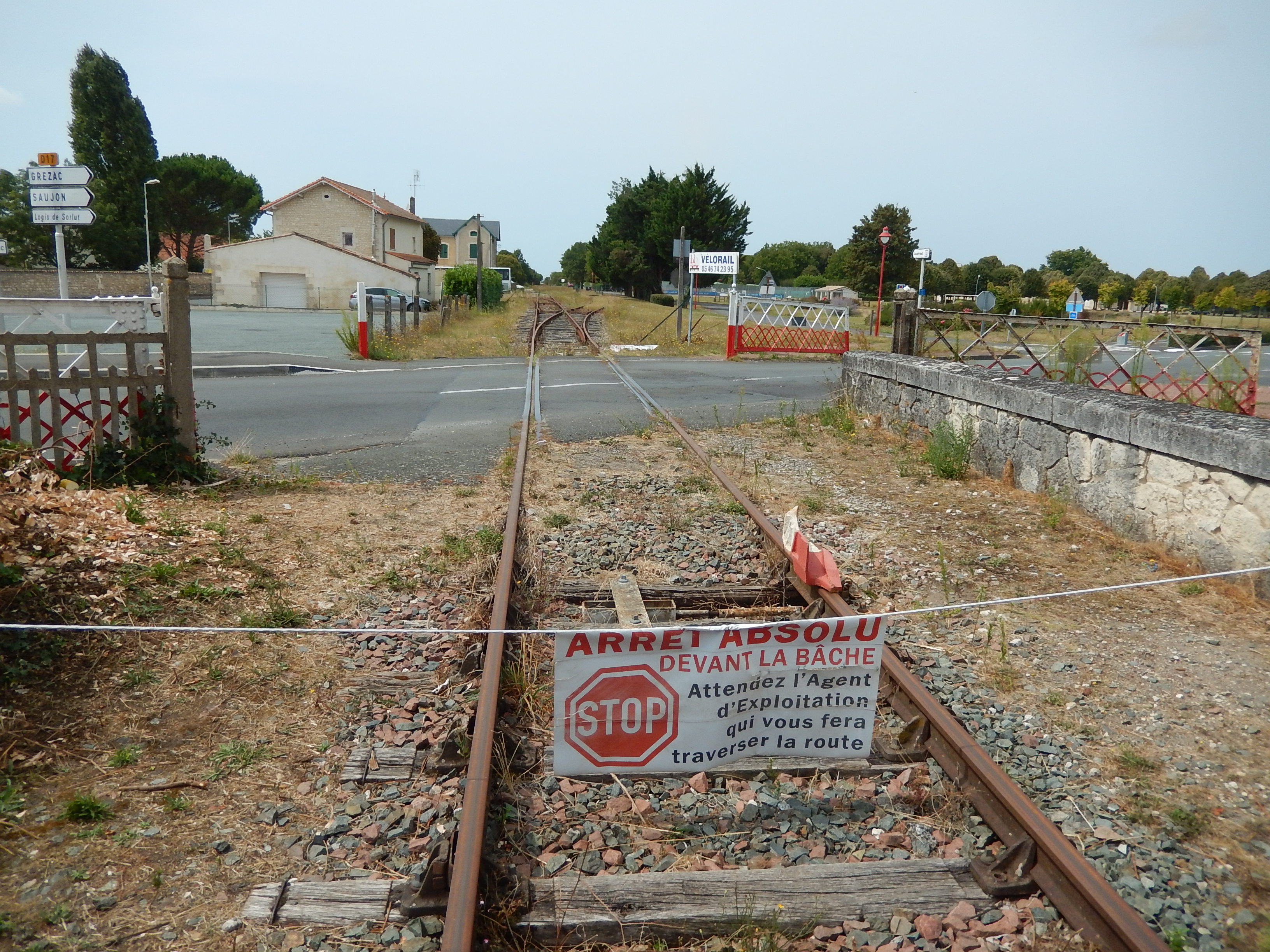
废弃的蓬镇－索容铁路

### 公路
多条滨海夏朗德省省道在科兹境内交汇，新阿基坦大区下属的城际客运提供巴士线路，可前往周边部分市镇。
2018年，72.8%的科兹家庭拥有至少一辆私人汽车。2019年，科兹境内共发生各类交通事故1起，造成1人受伤。

### 铁路
科兹位于蓬镇－索容铁路上，该铁路自1939年起停止客运服务，1964年彻底关闭。距离科兹最近的运营中的客运铁路车站为13公里外的索容站，该站停靠往返于昂古莱姆和鲁瓦扬一线的区域列车。

### 航空
距离科兹最近的民用航空站为拉罗谢尔机场，距离科兹市中心的公路里程约86公里。

### 城市公共交通
截至2021年12月，科兹暂无城市公共交通系统。

## 政治

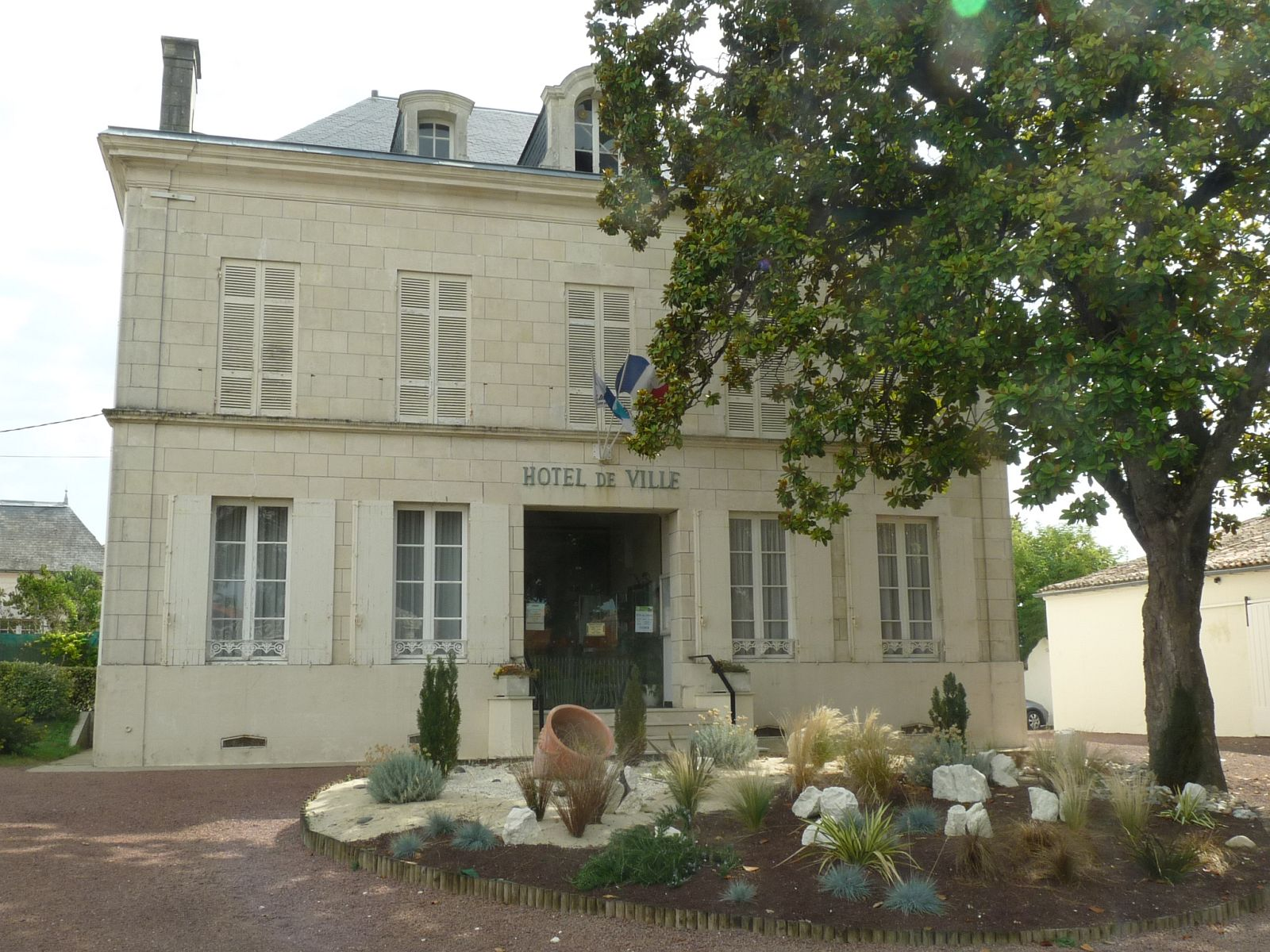
科兹市政厅

科兹的现任市长为格拉齐耶拉·博尔达日女士（Graziella Bordage），她是一名右翼无党派人士，在2020年的市政选举中获得了46.72%的支持率。
在2017年的法国总统大选中，法国第25任总统埃马纽埃尔·马克龙在科兹获得了56.03%的支持率。

## 人口
2018年，科兹市镇人口数量为2,147，在法国排名第5,047位。其中男性996人，女性1,151人，75岁及以上人口占14.5%，外籍人口数量为331人，人口密度为130人/平方公里，当地居民被称为（男性）或（女性）。2019年，科兹境内出生13人，死亡人口54人。
| 年份   | 1936  | 1946  | 1954  | 1962  | 1968  | 1975  | 1982  | 1990  | 1999  | 2006  | 2007  | 2008  | 2013  | 2018  |
| ------ | ----- | ----- | ----- | ----- | ----- | ----- | ----- | ----- | ----- | ----- | ----- | ----- | ----- | ----- |
| 人口數 | 1,441 | 1,331 | 1,446 | 1,579 | 1,653 | 1,697 | 1,746 | 1,730 | 1,830 | 1,915 | 1,925 | 1,936 | 2,067 | 2,147 |

## 经济

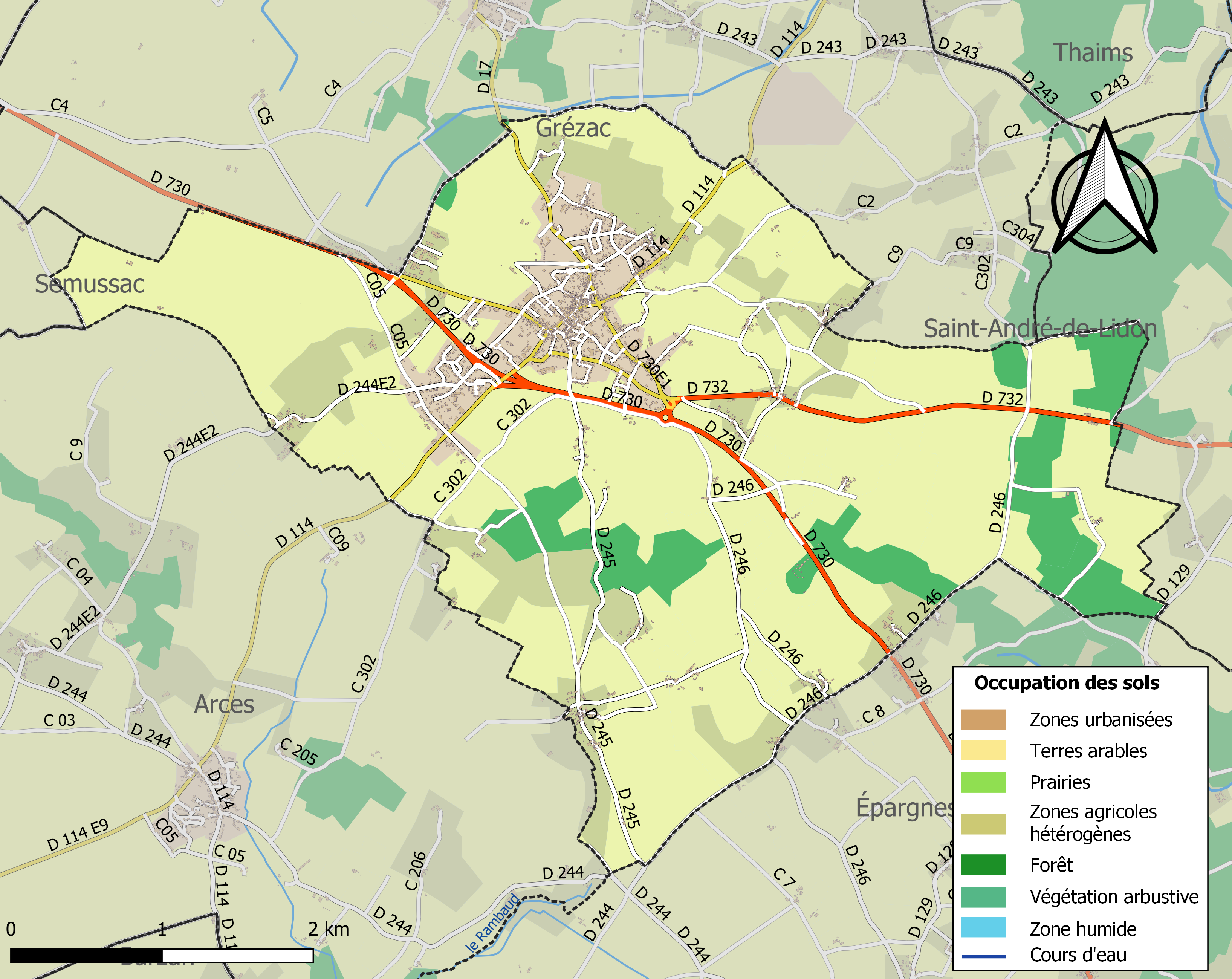
科兹土地利用情况地图

截止2021年11月，科兹共有各类用人单位（包含自雇）406家，平均历史为16年，其中98.67%为中小型企业（PME）。（老年康复疗养）、（工业组装）及（工程设计）是当地2020年营业额最高的三个企业，分别为3,277,042欧元、1,446,418欧元和1,350,178欧元。

## 财政与居民收入
2019年，科兹的财政收入总额为1,543,640欧元，财政支出总额为1,390,700欧元，当年的债务总额为2,183,330欧元。2021年，科兹共获得409,629欧元的国家财政补助，比上一年增加了2.18%。
2019年，科兹的人均月收入总额为1,813欧元，其中高级职员为2,743欧元，低于法国平均水平（4,230欧元）；中级职员为2,063欧元，低于法国平均水平（2,411欧元）；普通职员为1,620欧元，亦低于法国平均水平（1,740欧元）。
2018年，科兹境内的青壮年（15至64岁）失业率为15.9%，当地44.7%的家庭拥有纳税资格，平均纳税2,198欧元，低于法国平均水平（3,888欧元）。

## 社会事务

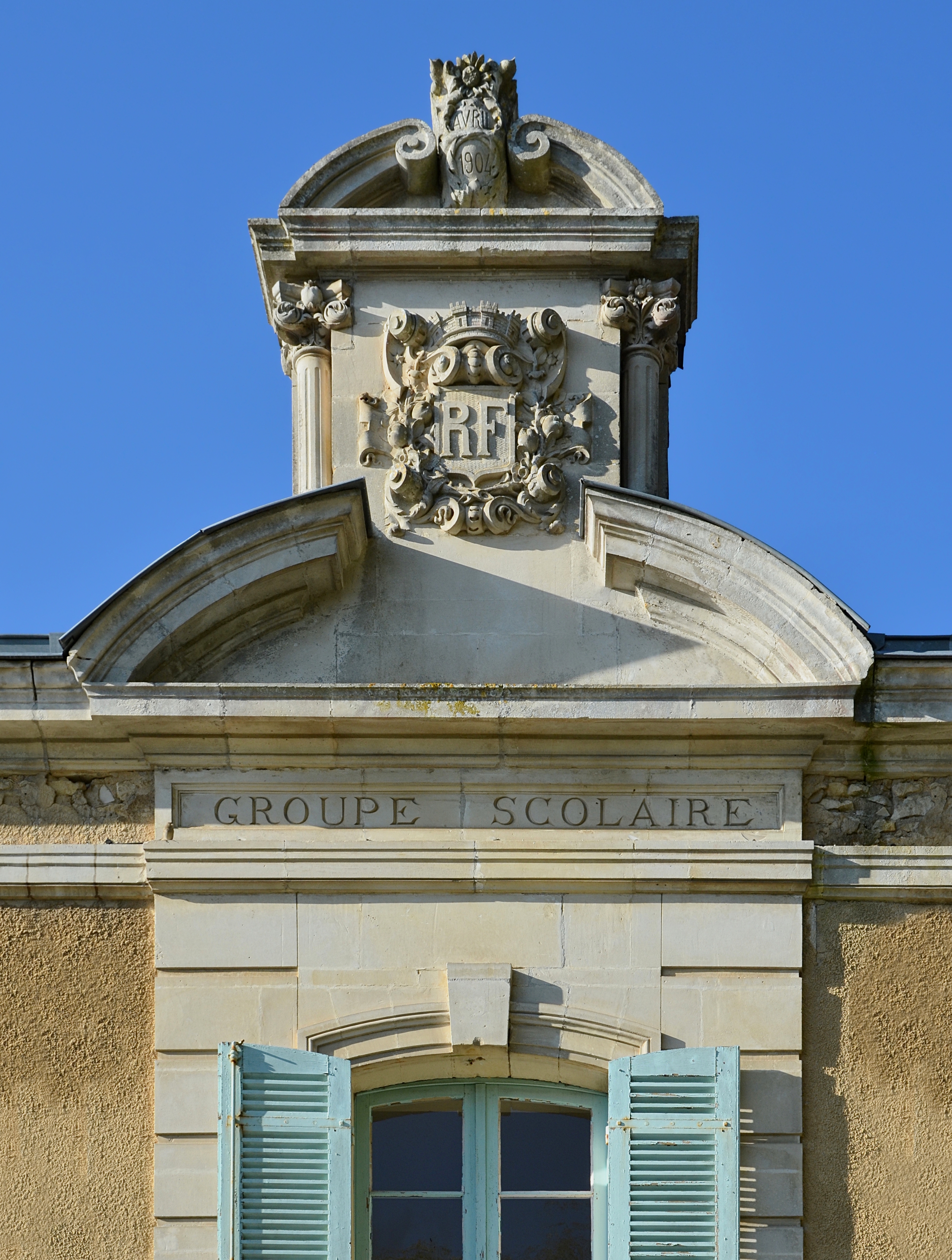
科兹的一所学校

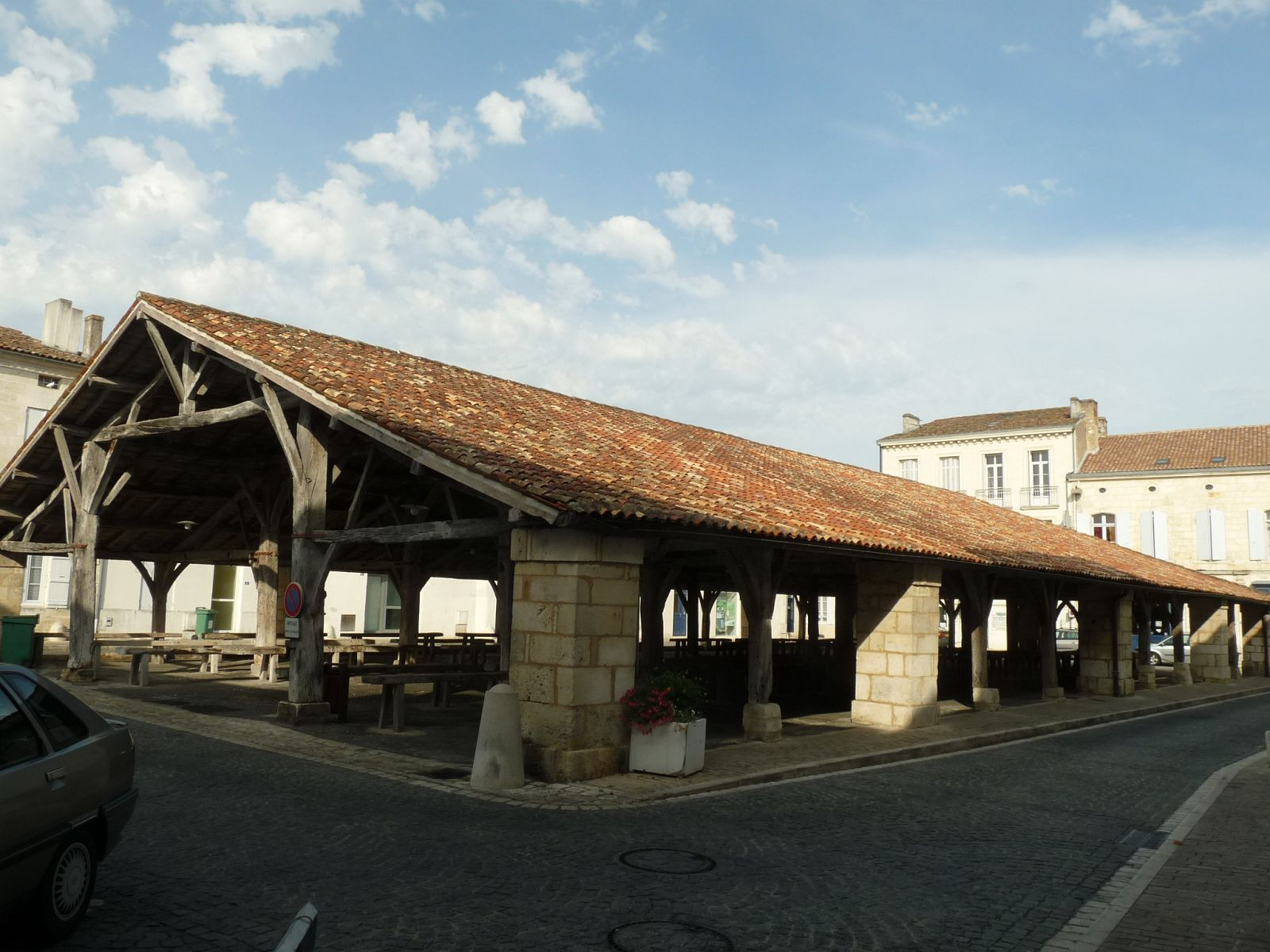
科兹集市大堂

### 教育
科兹属于普瓦捷学区。截止2020年1月1日，科兹境内共有1所幼儿园、2所小学和2所初级中学。2018至2019学年度，科兹境内共有在校中等教育阶段学生502名。

### 医疗
截止2020年1月1日，科兹境内共有全科医生1名、保健师1名、牙医1名、护士4名和助产士1名。境内共有药房2家、养老院2家。
科兹是鲁瓦扬中心医院（Centre Hospitalier de Royan）的服务范围，后者是法国的一个区域性医疗机构，其主病区位于鲁瓦扬市区，距离科兹的正常车程约23分钟，该园设有床位199个，是当地规模最大的公立综合性医院。

### 住房
2018年，科兹境内共有各类住房1,289套，其中87.4%为独立式居民区，主要分布于市区X部；12.3%为集中式居民区，主要分布于市区X部。常住房屋占科兹市镇范围内居民建筑总量的80.5%。
在住房保障政策方面，2020年，科兹境内共有161户家庭获得了住房经济补助，受益人数占总人口数量的7.5%，其中138份为房租补助。

### 商业
2019年，科兹境内共有各类实体商铺82家，其中餐厅3家、大型超市1家、杂货店1家、面包房3家、肉铺1家、书店1家、银行门店4家、美容美发店7家、汽车维修店8家。市区西部建有一家Super U超市。

### 体育
2020年，科兹境内共有1家游泳池、2间体育馆、4处网球场、2处马术场以及1处足球或橄榄球场。
截至2021年12月，科兹境内共有两支注册足球俱乐部，其中科兹体育联盟（A.M.S. Cozes）是当地的代表性足球队，2021至2022赛季参加新阿基坦大区足球联赛。

### 环境
科兹的环境事务由其所属的公共社区负责。2019年，科兹境内暂无污染企业。

### 治安
2019年，科兹市镇范围内有1处宪兵队。
科兹所在地是桑特宪兵总队的管辖范围。2020年，该宪兵总队辖区内共77个市镇累计发生各类案件2,460起，其中盗窃类案件1,071起，经济类案件337起，毒品交易类案件327起。

## 文化

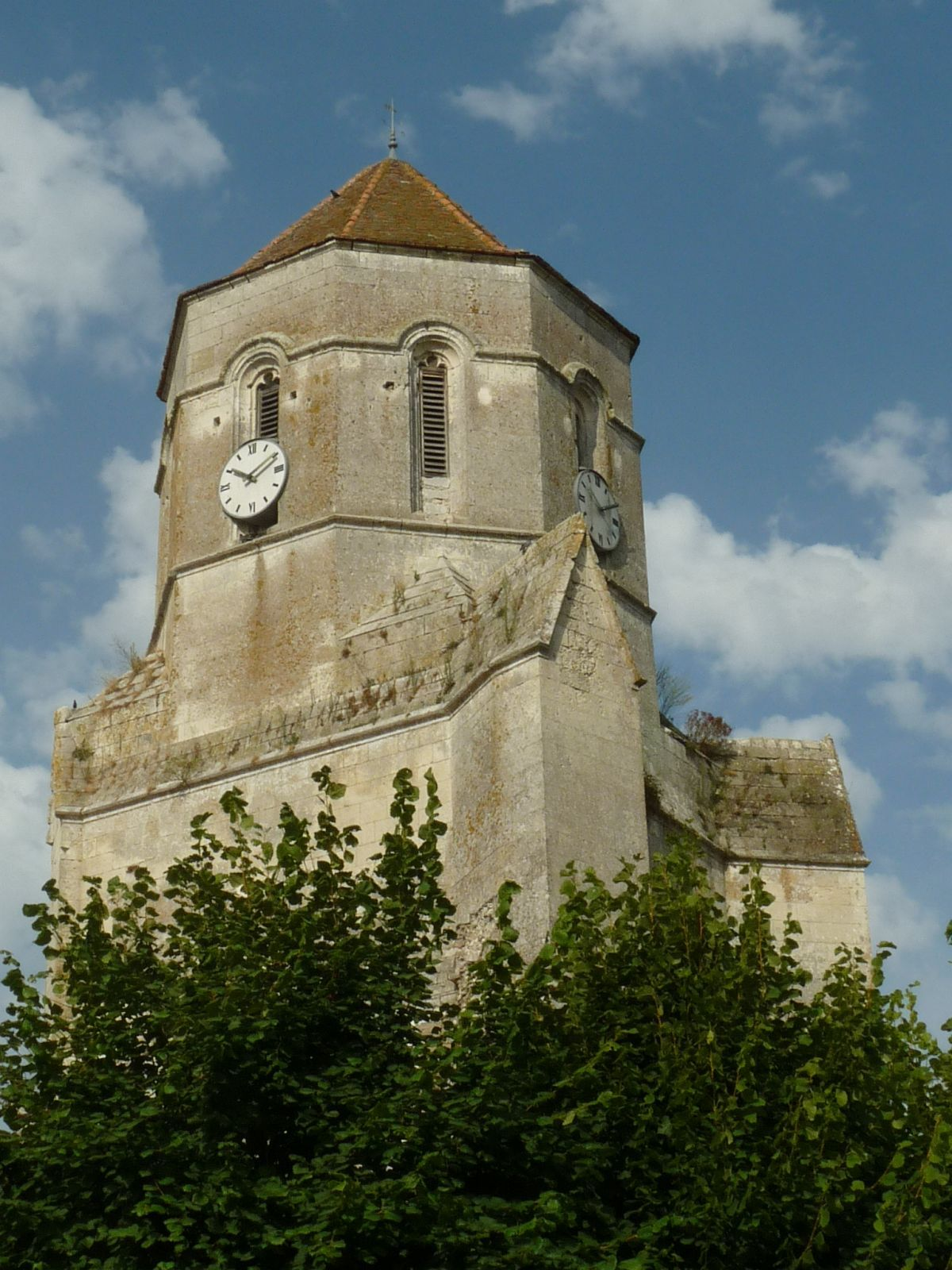
街道尽头的科兹圣伯多禄教堂

2020年，科兹境内暂无任何文化设施。科兹市政府提供多媒体中心，向公众全年开放。

### 建筑
科兹境内有多处法国国家文物保护单位，其中科兹圣伯多禄教堂是当地的地标性建筑物。

### 旅游
科兹的旅游事务由其所属的公共社区负责。2021年，科兹境内共有1个露营地，可容纳共118辆露营车。

### 媒体
法国主要的媒体均可在科兹接收，法国电视三台下属的新阿基坦大区频道在部分时段播出科兹所属区域的地方新闻。当地的主要地方媒体包括《西南报》、蓝色法兰西普瓦图广播、云雀广播等。

### 节日
自1990年起，科兹每年举办纯南方文化节。

## 友好城市
截至2021年12月，科兹暂未建立任何友好城市关系。